# Chiesa di Santa Maria Assunta (Scalenghe)
La chiesa di Santa Maria Assunta è la chiesa parrocchiale, unitamente a quella di Santa Caterina, di Scalenghe, nel Torinese. La chiesa, opera dell'architetto Gian Giacomo Plantery, rappresenta uno dei massimi esempi del barocco piemontese, dominando su tutto il territorio circostante. È ubicata nella frazione Pieve.

## Storia

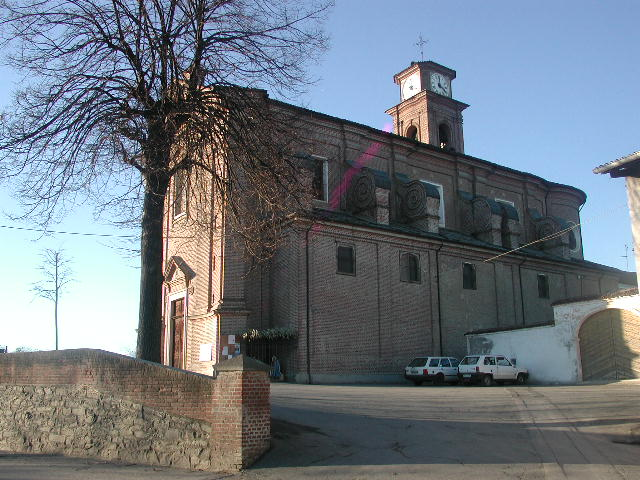
L'esterno della chiesa

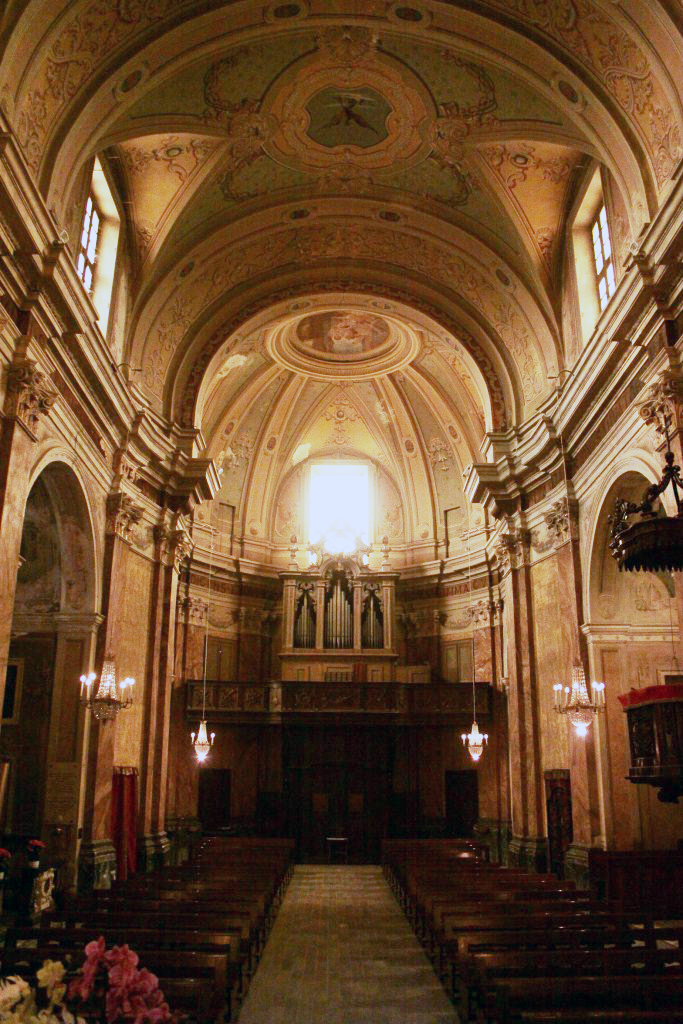
L'interno

L'attuale edificio è stato realizzato tra il 1733 e il 1737 sulle ceneri della preesistente Pieve degli Scalenghesi, all'epoca unica chiesa parrocchiale presente sul territorio.
La pieve antica, che diede anche il toponimo all'omonima frazione, venne edificata su un preesistente tempio di origine ligure, intorno al V secolo, ampliata una prima volta intorno al X secolo ed una seconda volta nel XIV secolo poiché ormai insufficiente ai bisogni del culto. A quell'epoca la chiesa era, a confronto di quelle dei paesi limitrofi, una delle più ricche in relazione alla rendita annuale, il che ne testimonia il prestigio raggiunto. Nei primi anni del XVIII secolo, a seguito del crollo del campanile e delle precarie condizioni strutturali della chiesa ormai vetusta, si optò per la demolizione e ricostruzione dell'edificio.
(Archivio Parrocchiale di Santa Maria Assunta a Pieve di Scalenghe, Appello del pievano Vincenzo Pinardi ai parrocchiani per le spese per il prolungamento della Pieve di Scalenghe, 18 settembre 1913)
Nel 1733, quindi, l'architetto Gian Giacomo Planteri venne incaricato della ricostruzione della chiesa. I lavori iniziarono nello stesso anno e terminarono quattro anni più tardi, consentendo così l'inaugurazione della chiesa nel 1738. Ancora una volta però, le dimensioni dell'edificio si rivelarono insufficienti in relazione alla crescita demografica del borgo, così nel 1913 si optò per un nuovo ampliamento ad opera dell'ingegnere Gallo, a sua volta terminato nell'anno successivo.

## Descrizione
L'edificio venne realizzato dal Planteri in stile barocco, costituito da un'unica navata con ai lati identificate quattro cappelle, due per ogni lato posizionate tra i contrafforti, a semplice pianta rettangolare. Tutta la parte esterna della chiesa e l'annesso campanile vennero realizzati in mattoni a vista. La facciata, che riprende la forma "ondulata" di palazzo Carignano a Torino, rende l'edificio unico nel territorio Pinerolese. 
La volta sovrastante detta navata è del tipo a botte, retta da archi a tutto sesto impostati su una muratura verticale che ha permesso al progettista di rialzarli rispetto al piano di imposta della volta stessa. Le quattro cappelle laterali presentano anch'esse una copertura a volte a botte, mentre la facciata è tripartita e caratterizzata dall'alternanza concavità/convessità tipica dello stile dell'epoca, scostata rispetto al corpo dell'edificio e con la presenza di due lesene originate da un'alta zoccolatura.
L'ampliamento del 1913 si configurò nel prolungamento della struttura verso sud, inserendo due nuove cappelle laterali, una per parte, in aggiunta alle quattro equamente divise per lato già esistenti fin dall'impianto, e ricostruendo la facciata così come concepita dal Planteri due secoli prima e mantenendo quindi lo stile Barocco, in perfetta armonia con la struttura esistente.
Oggi la chiesa conserva un altare maggiore datato 1769 in pietra di Barge, oltre che una serie di altari minori e cappelle dell'Immacolata, di San Giuseppe, del Sacro Cuore, del Crocifisso e di Sant'Anna, oltre che una serie di tele dei settecenteschi Alessandro Trono e Mattia Franceschini, particolarmente attivi nelle località del basso Pinerolese.